# Iljušin Il-102
Iljušin Il-102 je pokusni zrakoplov koji je bio zamišljen kao jurišnik. Sudjelovao je kao jedan od prijedloga u natječaju za razvoj novog sovjetskog jurišnika, no kako je naposljetku izabran Suhoj Su-25, Il-102 nikada nije ušao u proizvodnju te su izrađena samo dva prototipa.

## Tehničke karakteristike
Osnovne karakteristike
- posada: 2
- dužina: 17,75 m
- raspon krila: 16,9 m
- površina krila: 63,5 m2
- visina: 5,08 m

Letne karakteristike
- najveća brzina: 950 km/h
- dolet: 3.000 km
  - borbeni dolet: 400-500 km
- specifično opterećenje krila: 283 kg/m2
- motor: 2 × Klimov RD-33I

Naoružanje
- defanzivne mjere: Repna kupola s dvocijevnim topom